# バッシャール・アル＝アサド

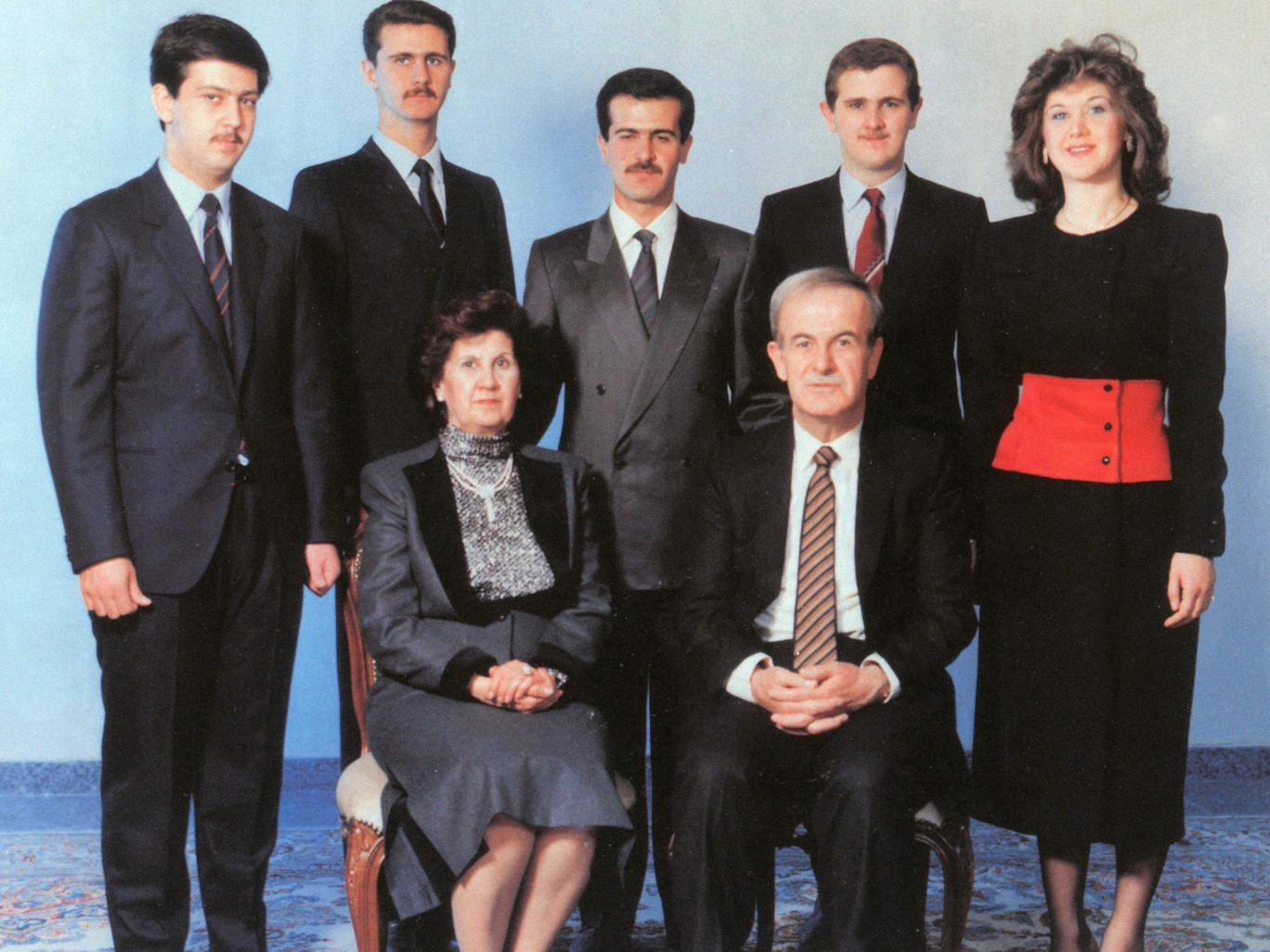
ハーフィズ・アル＝アサドと家族。後列左から二人目がバッシャール、中央が事故死した兄バースィル

バッシャール・アル＝アサド（アラビア語:   بشار الأسد, 転写：Bashshār al-Asad, 英字表記例：Bashar al-Assad、1965年9月11日 - ）は、シリア（バアス党政権）の政治家、第5代大統領（在任: 2000年 - 2024年）、バアス党地域指導部書記長。宗派はアラウィー派に属す。前任のハーフィズ・アル＝アサド大統領の次男。日本の報道機関ではバッシャール・アサドと表記される。

## 概要
ダマスカスで生まれ育ったバッシャールは、1988年にダマスカス大学を卒業。シリア軍で軍医として働いた。4年後の1992年、ロンドンに本部を置くウェスタン眼科病院で眼科を専門とする大学院に通った。
1994年に後継者候補と目されていた兄のバースィルが不慮の事故（交通事故）で逝去したあと、急遽バッシャールが指名され、シリアへ帰還。35歳で大統領に就任した。就任後は「ダマスカスの春」と呼ばれる大規模な民主化政策を率いて改革者と評されるも、2001年から2002年にかけての一連の弾圧で終焉を迎えた。以後、アサド政権は父が育んだ権力構造と個人崇拝を引き継いだが、父のような忠誠心を欠いており、統治に対する不満の高まりに直面した。その結果、多くの旧防衛派が辞任または粛清され、「政治的内輪」（政治官僚や経済官僚を含むアサドの部下など）はアラウィー派氏族の忠実な忠誠者に取って代わられた。初期の経済自由化や新自由主義的な改革は貧富の差を悪化させ、アサド家に忠誠を誓う「ダマスカスエリート」による社会的、経済的、政治的権力を集中させてシリア農村住民、都市労働者階級、ビジネスマン、産業家、かつての伝統的なバース党の拠点の人々を疎外した。2005年までシリアは隣国レバノンを占領していたが、ラフィーク・ハリーリの死去に伴う杉の革命により占領を終わらせざるを得なくなった。
多くの学者やアナリストが彼を「極めて個人主義的な独裁政権」と特徴づけ、シリアを全体主義的な警察国家として統治し、自らを世俗主義者と評していたにも関わらず、彼の政権が宗派間の緊張を利用していたと指摘している。2011年、チュニジアから発生したアラブの春の影響を受けたデモ隊がシリア革命を起こし、そしてその後の複雑化と強権化により、シリア内戦と呼ばれる大規模な武装闘争へ突入した。戦争犯罪にも手を染めたと言われており、2013年、グータでのサリンガス攻撃や2017年のカーン・シェイクン化学兵器攻撃、2018年のドゥーマ化学攻撃はアサド政権の責任であると結論付けられている。
2024年11月下旬、シリアの反体制派連合は長らくシリアを支援してきたロシアやイラン、イスラム組織ヒズボラがアサド政権への支援に注力できない隙を突く形で数回の攻撃を開始、12月7日、反体制派がダマスカスを占領する直前にアサドは飛行機で国を離れており、家族と共にモスクワへ逃れ、人道的理由で亡命を認められたと、ロシアのメディアにより発表された。

## 経歴

### 生い立ち
ハーフィズ・アル＝アサド大統領の次男としてダマスカスに生まれた。幼少の頃に父がクーデターでシリアの全権を掌握するなど、政治は常に身近な所にあったが、兄弟や姉と異なり本人は政治や軍事への関心は少なく、控えめで穏やかな人間として育ち、父とは政治の話をしたことがなかったという。
学校時代は優秀で模範的な生徒だった。ダマスカス大学医学部を卒業後は軍医として働いた後、1992年に英国に留学、ロンドンのウェスタン眼科病院で研修していたが、政治への関心は人並み程度で、「ITオタク」（ "the geeky I.T. guy"）だった。当時の上司や看護師の証言によれば、謙虚で、麻酔を受ける患者の不安を安心させるような模範的な医師だった。ロンドンで彼を指導した医師によると、独裁者の息子というイメージとは裏腹に、「時間を守り、礼儀正しく、感受性豊か」な人物で、コンピューター・テクノロジーや音楽を好み、フィル・コリンズやホイットニー・ヒューストンのファンだった。寡黙で家族のことは殆ど話さなかったが、尋ねられれば丁寧に答えたという。
なおこの頃、後の妻アスマー・アル＝アサドと出会っている。彼女は英国で生まれ育ったスンニ派シリア人で、ロンドン大学キングス・カレッジを卒業後JPモルガンの投資銀行部門でM&Aを手がけるキャリアウーマンだった。ファッション誌『ヴォーグ』では、「優雅で若く、同国の改革の象徴」などと紹介され、英王室ダイアナ元妃になぞらえ、「中東のダイアナ」とまで称賛された。記事のタイトルには「砂漠のバラ」と冠されている。

### 後継者へ
一族で後継者とみなされていたのは、兄でハーフィズ・アル＝アサドの長男にあたるバースィル・アサドであった。しかしバースィル少佐が交通事故で事故死したことから、やむを得ず留学を中断、シリアに帰国して後継者となった。このことに関する2つの逸話として、父ハーフィズに電話で「バースィル兄さんが志した道を歩む」と後継者になる決意を述べた。あるいは、周囲の親しい人々には「別に大統領になりたいわけでは無い」とも語ったとされる。また帰国時にマスコミに対しては「医者と違って政治家は血が流れないから楽だよ」というジョークで応じていた。

### 権力の掌握
しかし、すでに職業軍人として活躍していた父や兄に対し、眼科医のバッシャールに国を率いるだけの能力があるのか疑問視された。それでも医務局付き大尉の肩書を持ち、軍医としての軍務経験を持っていたので、帰国後は再度シリア陸軍の軍務に付き、ホムス士官学校・機甲師団局での勤務を経て1994年よりダマスカスの軍事高等アカデミー参謀コースで学ぶなど、高級軍人としてのキャリアを歩むようになった。その終了後は機甲師団司令官に昇進、1995年1月には少佐に、1997年には参謀本部付き中佐に、1999年1月に同大佐に昇進した。
また、兄の権力基盤だった共和国防衛隊の実質的な指揮権を掌握し、さらに政治実績を積むためにレバノン問題担当大統領顧問として、同国の親シリア派政治家であるエミール・ラッフード大統領の就任やサリーム・アル＝フッス首相の選出を後押ししてレバノン内政に介入した。このことが後の対レバノン関係に禍根を残すことになる。
1999年には、ヨルダン、サウジアラビア、クウェート、バーレーンなどのアラブ諸国を訪問。さらにフランスのジャック・シラク大統領とも会談し、シリア政府の次期後継者として周辺国にアピールした。

### 腐敗との戦い
2000年、バッシャールは「古参と新たな血の融合」「腐敗との戦い」といった新たな運動を唱え、体制内部の腐敗一掃とあらゆる分野での改革を訴えた。それに呼応するように3月8日、汚職疑惑があったマフムード・ズウビー首相率いる内閣が総辞職し、新たに清廉で実直として評価が高かったアレッポ県知事ムハンマド・ムスタファー・ミーローがバアス党大会で首相に指名され、3月14日にミーロー内閣が発足した。この内閣には、バッシャールが指名した23名の実務や行政手腕が買われた50歳以下の中堅・若手閣僚も含まれていた。今までのシリアの内閣は、大統領が国防・外務・情報・経済担当大臣を選び、他の大臣については情報・治安機関が人選を行っていたが、今回は実質的にバッシャールが人選を行った。
「腐敗との戦い」において最初のターゲットになったのは、前首相のズウビーであった。2月には「首相在任中の行動規範が、党の価値観、道徳に反し、法を逸脱して国家の名誉、党の名声に被害をもたらした」としてバアス党地域指導部にて党を除名され、首相辞任後は公金横領容疑で起訴され、資産を凍結する懲罰措置が取られた。そして逮捕日当日の5月21日、ズウビーは自宅で拳銃自殺を遂げた。この事件についてはさまざまな説が飛び交い、数日前からズウビーの健康悪化や自殺未遂の噂が流れ、政権による暗殺との憶測も呼んだ。一説によると、ハーフィズ・アサドの妻の一族であるマフルーフ家の指示により、北朝鮮との天然ガス密売の取引に失敗したため、詰め腹を切らされたとの説もある。
ズウビー自殺を皮切りに、党や政府の高官が次々と腐敗の容疑で逮捕されていった。これは体制内部の粛清と、綱紀粛正を進めるバッシャールに対して恐威の念を抱かせるという二重の意味があったとされる。

### 大統領就任

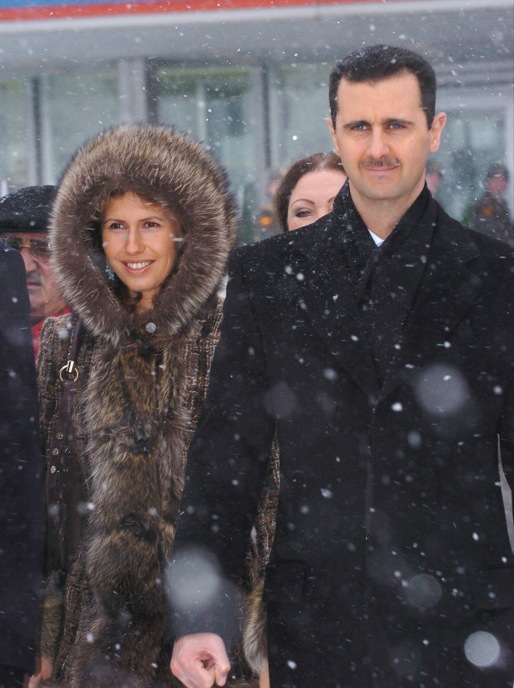
モスクワを訪問したバッシャール・アサド大統領とアスマ夫人（2005年1月）

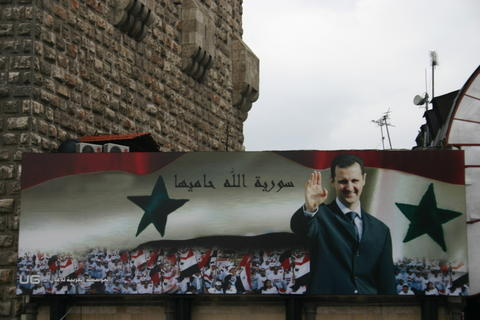
ダマスカスの旧市街の壁に描かれたバッシャールと、彼の「神がシリアを守る」という言葉（2006年）

2000年6月10日に父ハーフィズが死去すると翌日陸軍大将に昇進、軍最高司令官に任命され、6月18日にはバアス党書記長に就任。7月10日に信任を問う国民投票を実施し、7月17日に後継大統領に就任した。アサド体制下のシリアでは、バッシャールは「賛成」か「反対」かを問う国民投票の唯一の候補者であり、当選は決まったことであった。得票率は97.29パーセントだった。
2001年にはアスマー・アル＝アサドと結婚した。スンニ派の夫人は、アサド父子の出身母体である少数派のアラウィー派による最大宗派のスンニ派支配というイメージを払拭することが期待された。また英国育ちでもある彼女は、とかく閉鎖的な印象をもたれがちなシリアを西側諸国にアピールするスポークスマンとしての役割をも果たしてきた。
バッシャールは長年の抑圧を打破し経済の自由化を実現できる改革者として期待されていたが、2001年にはダマスカスの春において99の声明に参加したシリア国内の知識人たちを政治犯として取り締まるようになり、シリアには再び恐怖政治の時代が到来した。2007年5月には大統領に再任されたが、2000年と同じくバッシャールが唯一の候補者であり、反体制派は選挙を非民主的とみなしてボイコットした。

### シリア内戦

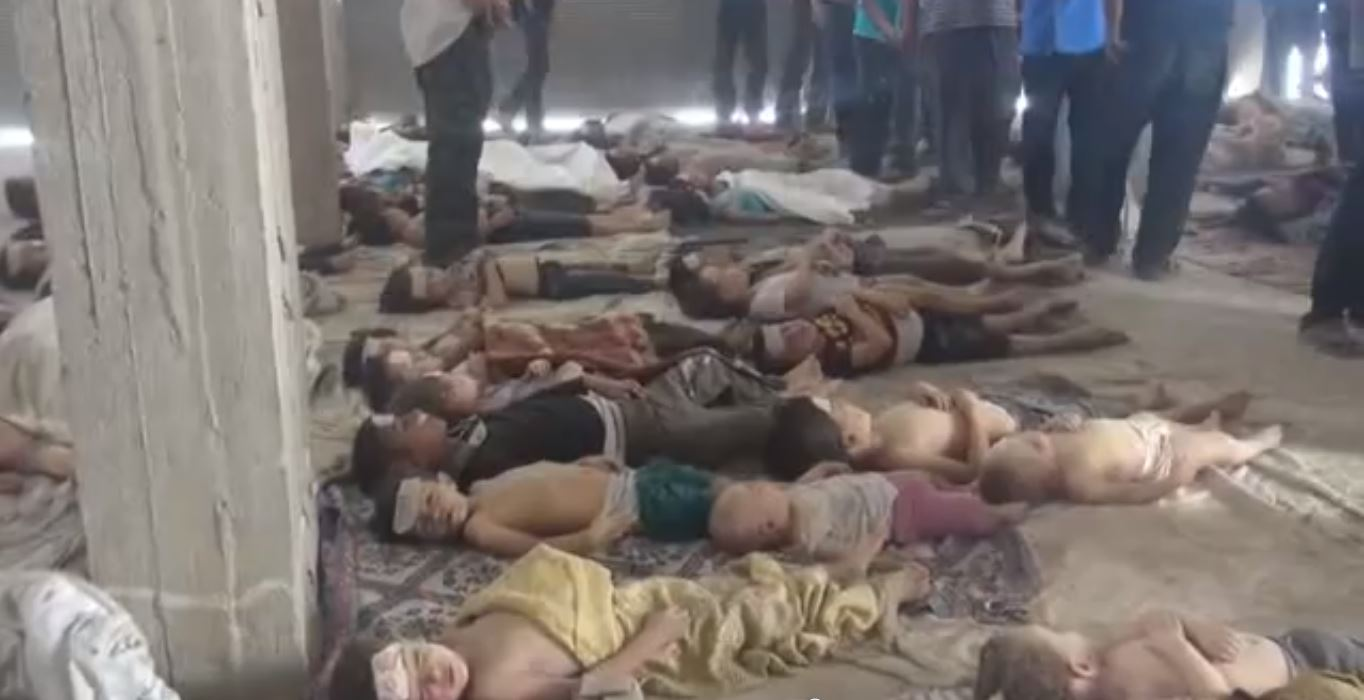
グータ化学攻撃による犠牲者（2013年）

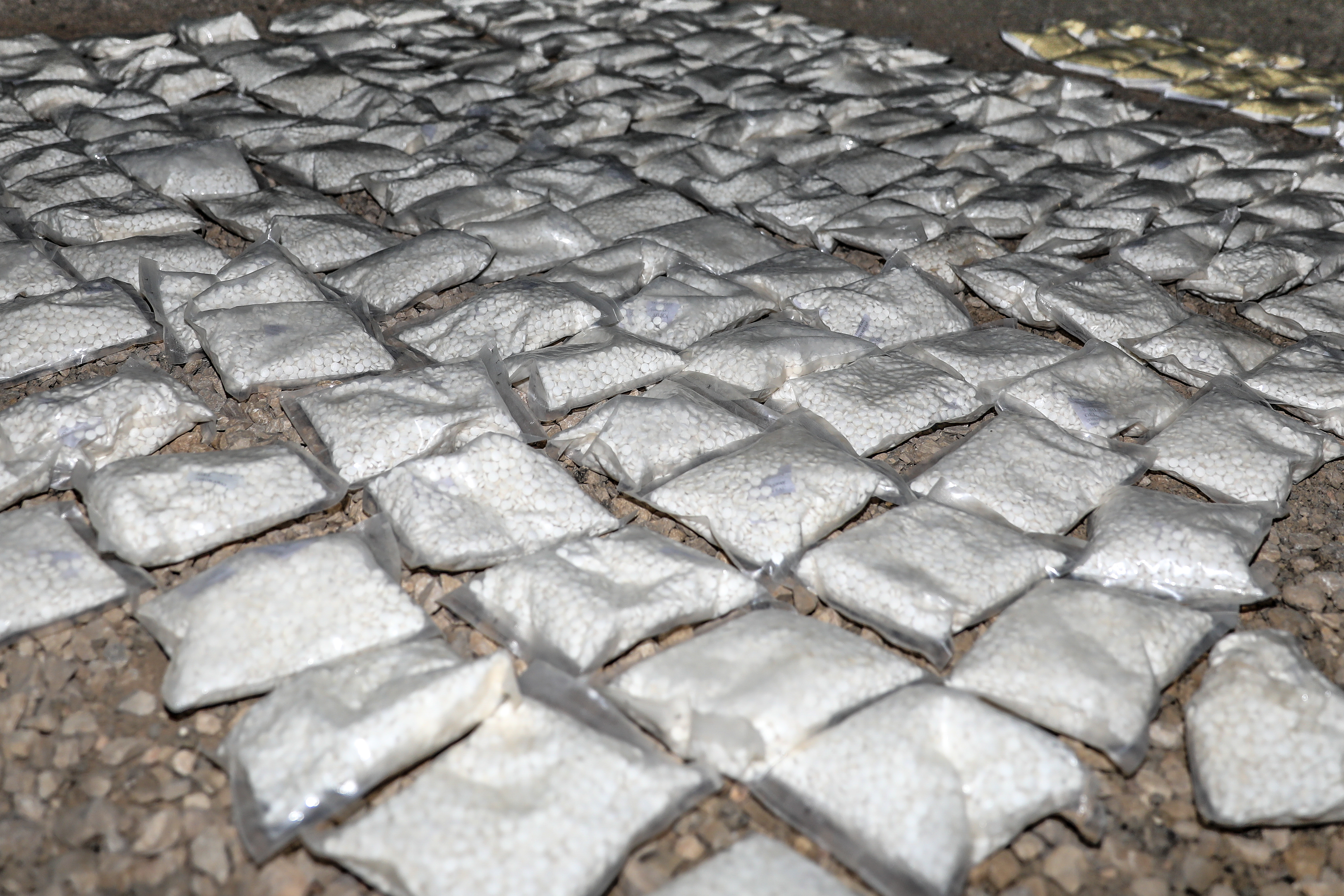
シリアで押収後破棄されたフェネチリン127袋（2018年）

2010年末よりはじまったアラブの春はシリアにもシリア内戦として飛び火し、批判の矛先はシリアの国家元首であるバッシャールにも向けられることとなった。反政府デモに対して当初は憲法改正や内閣改造、社会保障の拡大など妥協案も示されたが、デモの拡大に際し武力による鎮圧を企図したため、多数の死者を出すこととなった。2013年4月16日にはダマスカスのタダモン地区でアサド政権による虐殺事件が発生し、少なくとも41人の民間人が殺害された。バッシャール・アル=アサドは2013年9月に化学兵器禁止条約（CWC）に調印し在庫を処分することに合意したが、2019年までに少なくとも106回の化学兵器攻撃がシリアで行われ、多数の市民が巻き添えとなった。市民に対しては、アサド政権やロシアの情報機関から化学攻撃の情報を口外しないように脅迫が行われていたとの証言がある。このことにより国際社会からの批判も高まり、2017年4月6日にはアメリカ軍が化学兵器攻撃の拠点として用いられたシリア空軍の基地に対しトマホークミサイル59発による攻撃を行い、トランプ大統領はアサドを「独裁者」であり、「罪のない市民に恐ろしい化学攻撃を実施した」と名指しで非難した。
父親のハーフィズ・アル＝アサドが1980年代に建設したサイドナヤ刑務所では、内戦中の2011年から2018年にかけて政治犯や体制批判者など最大3万5000人が不当な裁判の末に処刑されるか、組織的な拷問や医療の欠如、飢餓によって死亡した。シリア人権ネットワークや国際行方不明者機関の調査ではアサド政権によって拘束され行方不明になったシリア国民の数は約13万6000人～15万人とされるが、そのうち安否が確認できたのは反体制派によるサイドナヤ刑務所解放後の2024年12月14日の時点で31,000人ほどであり、在英のシリア人権監視団は2024年12月19日にサイドナヤ刑務所などの収容施設で10万5000人以上が死亡したと明らかにした。収容施設が死体の遺棄に用いたとみられる集団埋葬地も少なくとも13か所発見されている。刑務所の解放時には著名な人権活動家であるマゼン・アル・ハマダ氏の遺体も発見され、遺体には激しい拷問の痕が残されていた。また、内戦が長期化し欧米の制裁でシリア経済が疲弊する中、バッシャールは政権の資金獲得のために違法薬物の密造・密輸を弟のマーヘル・アル＝アサドに指揮させ、国内及び周辺国に深刻な薬物汚染を引き起こした。キャプタゴンの世界の年間取引額は推定100億ドルとされるところ、シリア指導部はそのうち年間約24億ドルの利益を得ていた。
2014年6月の大統領選では88.7％の得票率を得て三期目の就任となったが、アサド政権支配下にある地域のみで投票が行われたため、反体制派や米国側からは正当性のない無意味な選挙だと批判を受けた。2014年8月のタブカ空軍基地の戦いにおいて、ラッカ県のシリア政府軍の最後の拠点がISILによって占拠されると、バッシャールは支持基盤であるアラウィー派からも政府の戦争指揮の失敗や内戦による経済の悪化に対する強い抗議を受けた。ISILなど過激派に反発するアラウィー派は消極的にアサドを支持せざるを得なかったが、2015年の時点でシリア国内のアラウィー派の戦闘年齢男性約8万人が内戦により戦死しており、経済的にも苦境を強いられることとなった。2015年7月にはバッシャールはロシア政府に軍事支援を要請し、2015年9月30日からはロシア空軍による反政府勢力支配地域への空爆が開始された。2015年9月30日の攻撃開始から、ロシア軍の空爆により巻き添えとなって死亡したシリアの民間人の数は最大で24,000人とされるが、ロシア政府は公式にシリアでの作戦期間中のロシア空軍による民間人の被害を認めていない。
2020年8月12日、議会演説中に体調を崩して一時退出。その後、議場へ戻り演説を再開したが体調面での不安が報道された。大統領側は体調不良の理由を、前日から何も食べていなかったためと説明している。
2021年3月8日には、アスマ夫人と共に新型コロナウイルスへの感染が発表された（3月30日、大統領府が完治を発表）。
2021年5月26日の大統領選挙で得票率95.1％で四選（内戦に拡大する前の反政府デモ期に政権側から示された妥協案の2012年の憲法改正で2任期制限が設けられているが、改正以前の任期は対象外とされている）。イドリブ県の反体制派が支配する地域では投票が実施されなかった他、非バアス党や非翼賛政党の野党であっても広義では体制派に含まれる人民議会議員35名以上の推薦が立候補条件であるなど、反体制派や欧米諸国からは不正選挙と批判を受けた。

### 政権崩壊
2024年後半に入り、主にトルコなどが支援する反体制勢力のシャーム解放機構（HTS）の攻勢が進み、さらにアメリカなどが支援するクルド人を中心とした反体制勢力のシリア民主軍（SDF）も呼応して政府軍を攻撃し、北部のアレッポや中部のハマといった拠点を失い、アサド政権は窮地に陥っていた。政府軍側にはイラン、ロシアやヒズボラなどが支援していたが、これらの勢力が2022年ロシアのウクライナ侵攻や2023年パレスチナ・イスラエル戦争の当事者となった事で支援が手薄となり相対的に政府軍は弱体化し、12月8日までにホムスも失陥し反政府軍の攻勢がさらに進む形となった。そして同月8日、反政府勢力が首都ダマスカスへの進撃を開始したことでアサド政権は崩壊した。12月にシリアを訪問していたイランのアッバース・アラーグチー外相は、アサド政権軍が反体制派の攻勢にほとんど無抵抗だったと指摘し、「アサド氏は驚き、不満を漏らしていた」と当時の状況を語っている。ロシア外務省の発表では、政権の崩壊後にアサドは大統領職を辞し、ダマスカスを脱出したと伝えられた。アサドはごく一部の人間以外には脱出の予定を伝えておらず、周囲には「ロシアから軍事支援が来る」「明日になれば分かる」と説明していたが、嘘を吹き込んでいたと元側近たちは証言している（ただし、シリア駐留ロシア軍の主力は空軍と海軍で、陸上戦力は両基地の警備要員や軍事顧問などに限られていたため、アサドの側近が本気で「ロシア軍による支援」の言を信じていたかは不明である）。なお、ロシアはウクライナ侵攻で支援の余裕がなく、アサドからの支援要請にも応じなかったという。ダマスカス解放後には各地でアサド親子の像やポスターが破壊され、父ハーフィズの墓がある霊廟にも火がかけられた。アサドが住居として用いていたダマスカス市内の邸宅にも市民らが乱入し、略奪や破壊が行われたが、邸宅内には大量の食糧が、大統領宮殿近くのガレージには欧州製の高級車のコレクションがそのまま残されており、シリア国民に強いた内戦下の暮らしとは対照的な有様だった。
アサドの消息はその後不明となり、シリアの上級将校などの話からダマスカスの空港からシリア空軍の航空機で脱出したと考えられている。同日にダマスカス国際空港から1機のIL-76Tが離陸しており、目的地が不明であることや通常の便とは異なる航路で飛行していることからアサドが搭乗している可能性が指摘されている。そのIL-76はホムス上空でレーダーから消失し、そこから「アサドが搭乗した飛行機が撃墜された」という死亡説がSNSなどで流布しているが、その周辺地域で何らかの航空機が墜落したという報告はなく、レーダーからの消失は位置情報を発信するトランスポンダ装置を人為的にオフにしただけという指摘もある。
日本時間の9日午後、ロシアのドミトリー・ペスコフ大統領報道官はアサドがロシアに亡命し、モスクワに到着したことを発表したが、アサドの居場所は明かされておらず、その際の本人の映像なども公表されていない。
2024年12月16日にはTelegramにおいて政権崩壊後初めてとなる声明を発表し、「出国する直前まで辞任や国外逃亡を検討したことはない。（中略）私は戦争の初日から、国家の救済と引き換えに自分の利益を優先したり、さまざまな誘惑のために国民を差し出したりすることを拒否してきたと断言する。私は個人的な利益のために地位を求めたことは一度もない」などと主張した。

## 独裁者・外交関係
米紙ワシントンポストの週刊誌「パレード」の「世界最悪の独裁者」ランキングで第12位に選ばれている。ブッシュ政権は、シリア封じ込め策をとっていた。アサド政権は対イスラエル闘争を続けるパレスチナのハマスやレバノンのヒズボラを支援しているとの嫌疑をかけられており、欧米から「テロ支援国家」と名指しされている。 
2003年のイラク戦争後は、イラクからの難民や、逆にイラクに潜入する武装勢力がシリアに集まり、アメリカ合衆国との関係が悪化。さらに2005年のラフィーク・ハリーリー前レバノン首相暗殺事件をきっかけに米欧を中心とする国際的な圧力を受け、シリア軍のレバノンからの全面撤退を強いられた。レバノンや中東和平問題をめぐり、イスラエルとの関係は現在も悪いままである。伝統的な友好国のロシアだけでなく、2004年6月に訪中して胡錦濤国家主席と会談を行うなど中国との関係も重視しており、中国は2つのシリア最大の産油企業の大株主であり、国連のシリア非難決議でもロシアとともに拒否権を行使することも多い。北朝鮮と核開発で協力しているという疑いをアメリカに持たれ、2007年9月にはイスラエル空軍によるシリア空爆が行われたと報じられている。後に北朝鮮と核開発で協力しているという見解をアメリカは公式見解として発表する。
イスラム協力機構・アラブ連盟から追放されるまでスンニ派諸国と対立する一方で、先代以来の友好関係にあるイランとの関係を強固なものとし、また隣国トルコやイラクとの関係を劇的に改善しているため、イラク戦争後の不安定な中東の政治状況の中で孤立を回避するよう努めていることがうかがえる。
ただ、2009年のオバマ政権発足直後からアメリカが上院外交委員長らを相次ぎシリアに送ったことを「まず対話を始めて互いに問題解決にかかわることが大切だ」と歓迎しており、若干対米関係を修復させる態度を示している。
日本では2011年（平成23年）9月9日に、バッシャールが資産凍結の対象者となった。

2017年4月、AFPでのインタビューで、シリアで起きた化学兵器攻撃への関与を否定した。「テロリストと結託しているという我々の印象は米国を中心とする西側諸国がミサイル攻撃の口実を得るために作ったものだ。」と反論した。国連内では「世界のあらゆる首都で計画されている陰謀の一部」と主張した。
2022年2月に勃発したロシアによるウクライナ侵攻では、「ソ連崩壊後の崩れた世界秩序を回復し、歴史を修正するものだ」と評価し、ロシアを支持した。
2023年11月14日より、グータ化学攻撃に関与したとして、フランス政府より逮捕状が発行された。また2017年6月7日にダルアーでシリア軍によって殺害されたシリア系フランス人をめぐり、攻撃を命令したとして2025年1月20日にフランス政府から新たに逮捕状が発効された。

## 画像

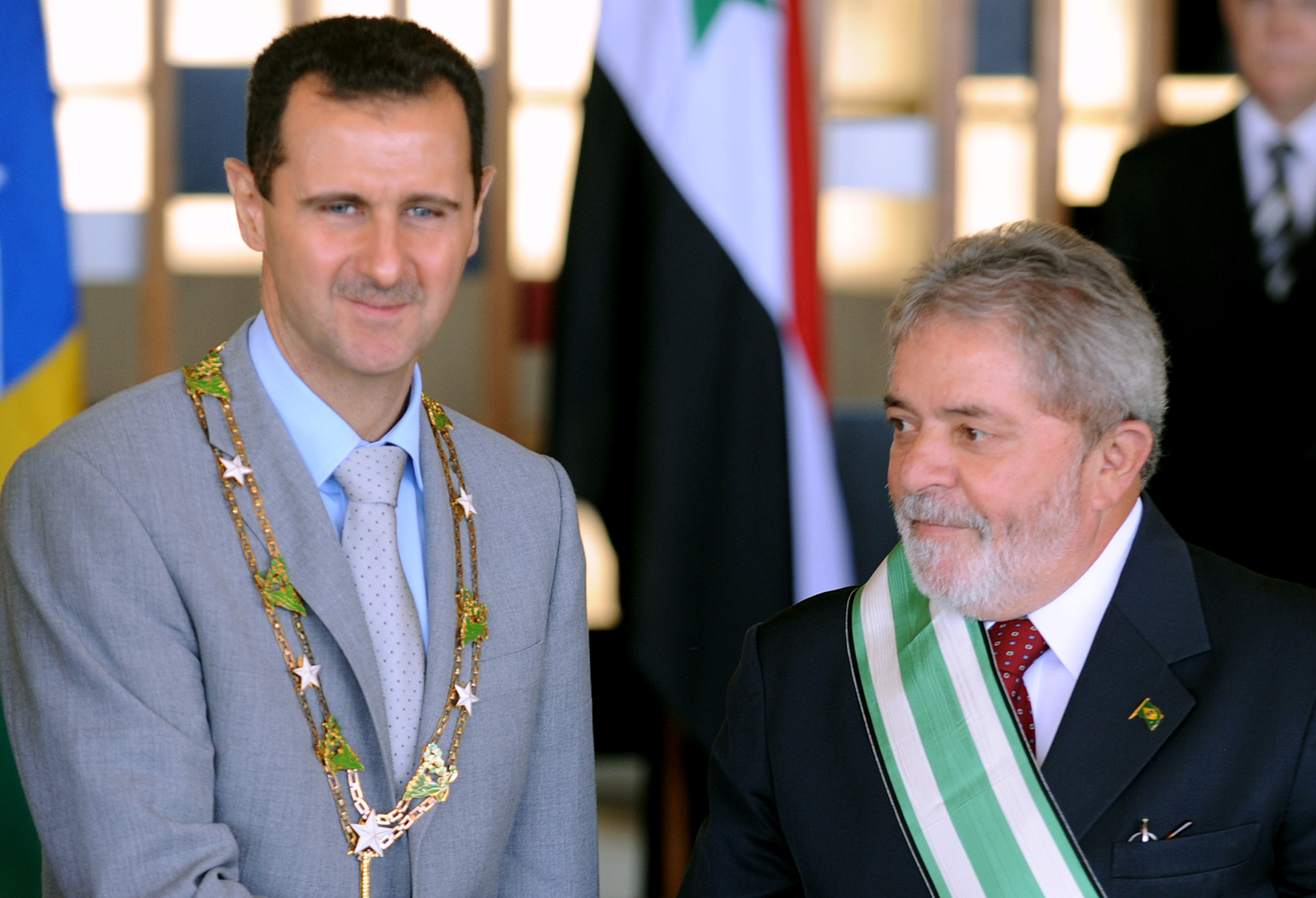
バッシャールと、ブラジルのルラ大統領（2010年）
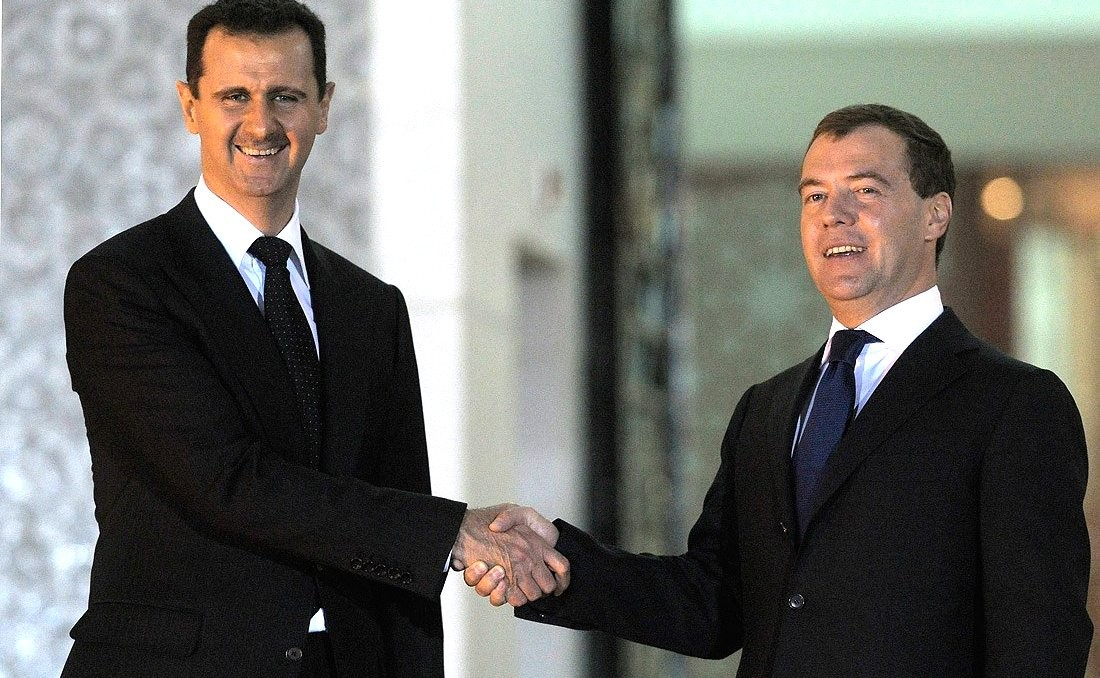
バッシャールと、ロシアのメドヴェージェフ大統領（2010年）
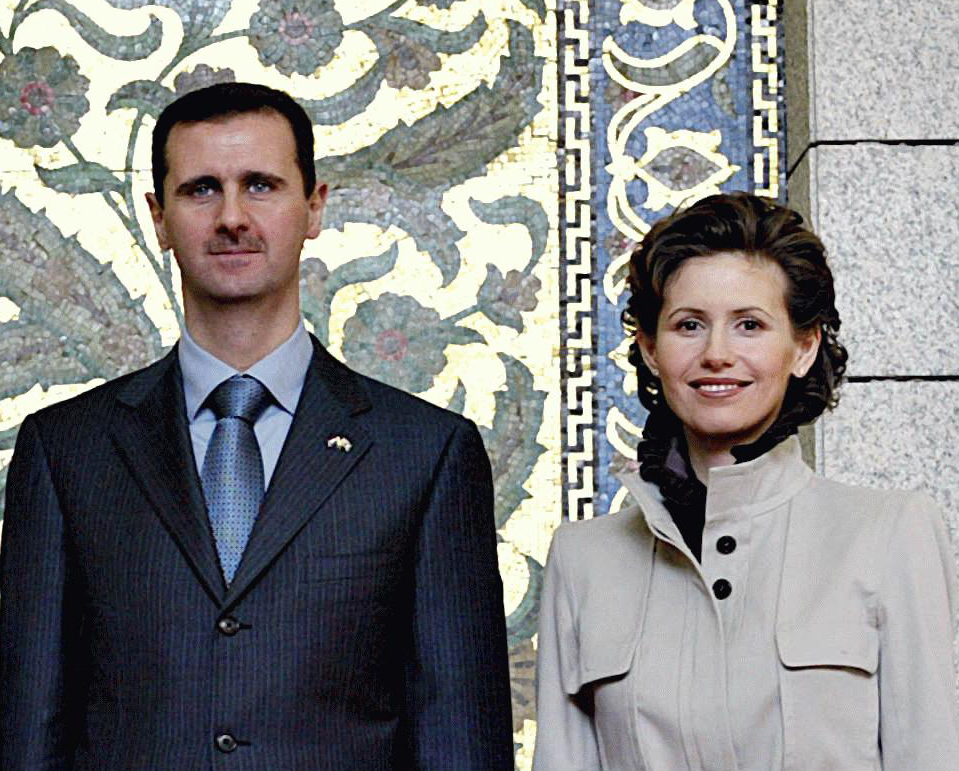
バッシャールと、アスマ夫人